# قلعة مطرح
 قلعة مطرح تقع في ولاية مطرح في محافظة مسقط، بسلطنة عمان. تقع قلعة مطرح على شاطئ البحر، وتطل على خليج عمان
قلعة عتيدة تقف شامخة امام البحر مستنشقه هوائه المحمل بعبق ذكريات السفن التي جابته جيئة وذهابا وفي طياتها أحداث ووقائع شاهداً أميناً عليها وتظل أحد شواهدها ومعالمها التي لم تنفصل عن أحداثها ووقائعها. من فوق نتوء صخري قريب من الشاطئ وعلى قمة هضبة صخرية ضيقة تطل قلعة مطرح عالية متوحداً مع ماضيه التليد هاشاً باشاً بحاضره المشرق وقد غادر جيوبه ومدرجاته الطامعين بعد أن سطر العمانيون أروع الملامح حفاظاً على ترابهم الوطني وتشبثاً باستقلال بلادهم ووحدة أراضيهم.